# 尤利安山及前山

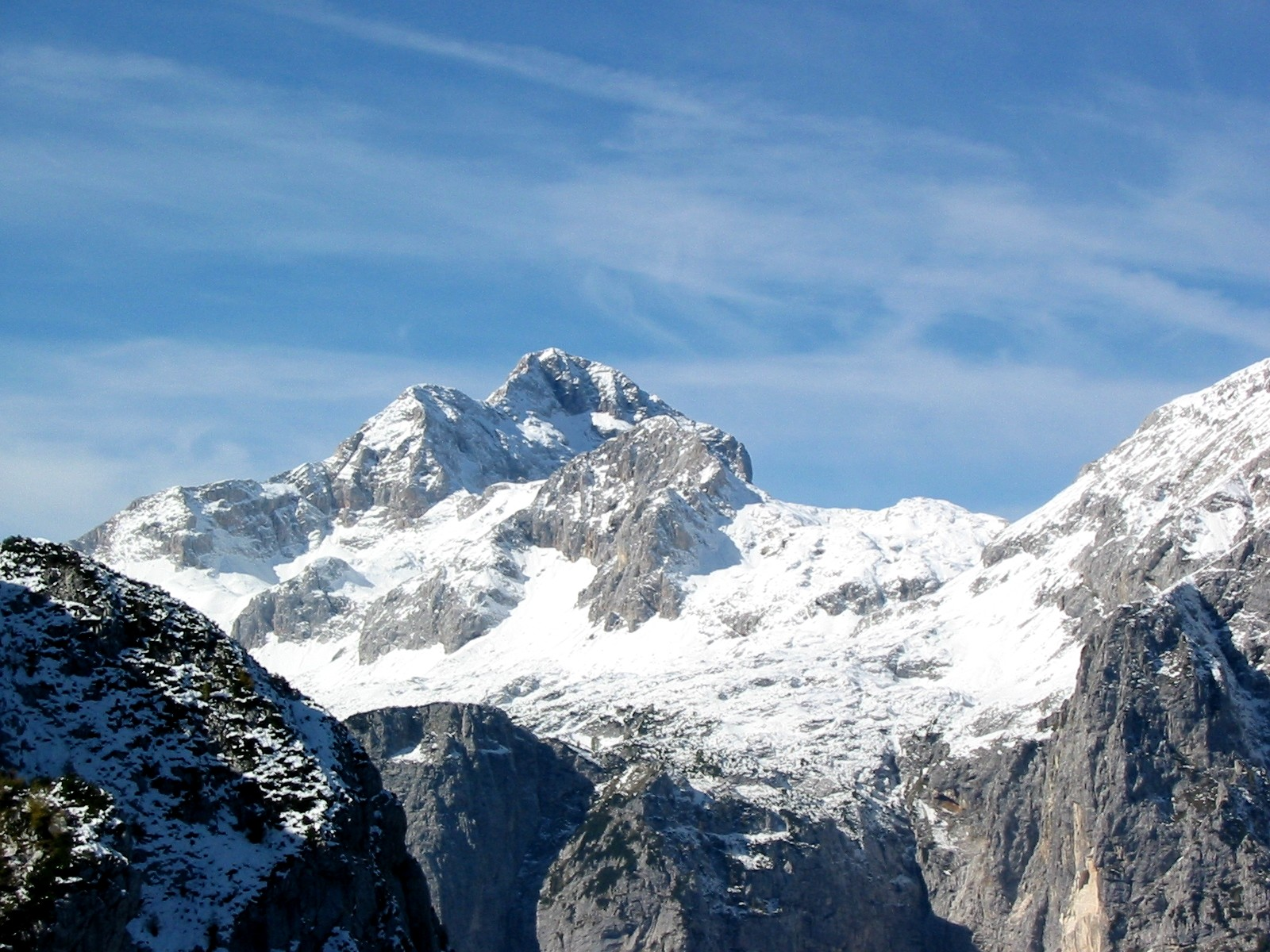

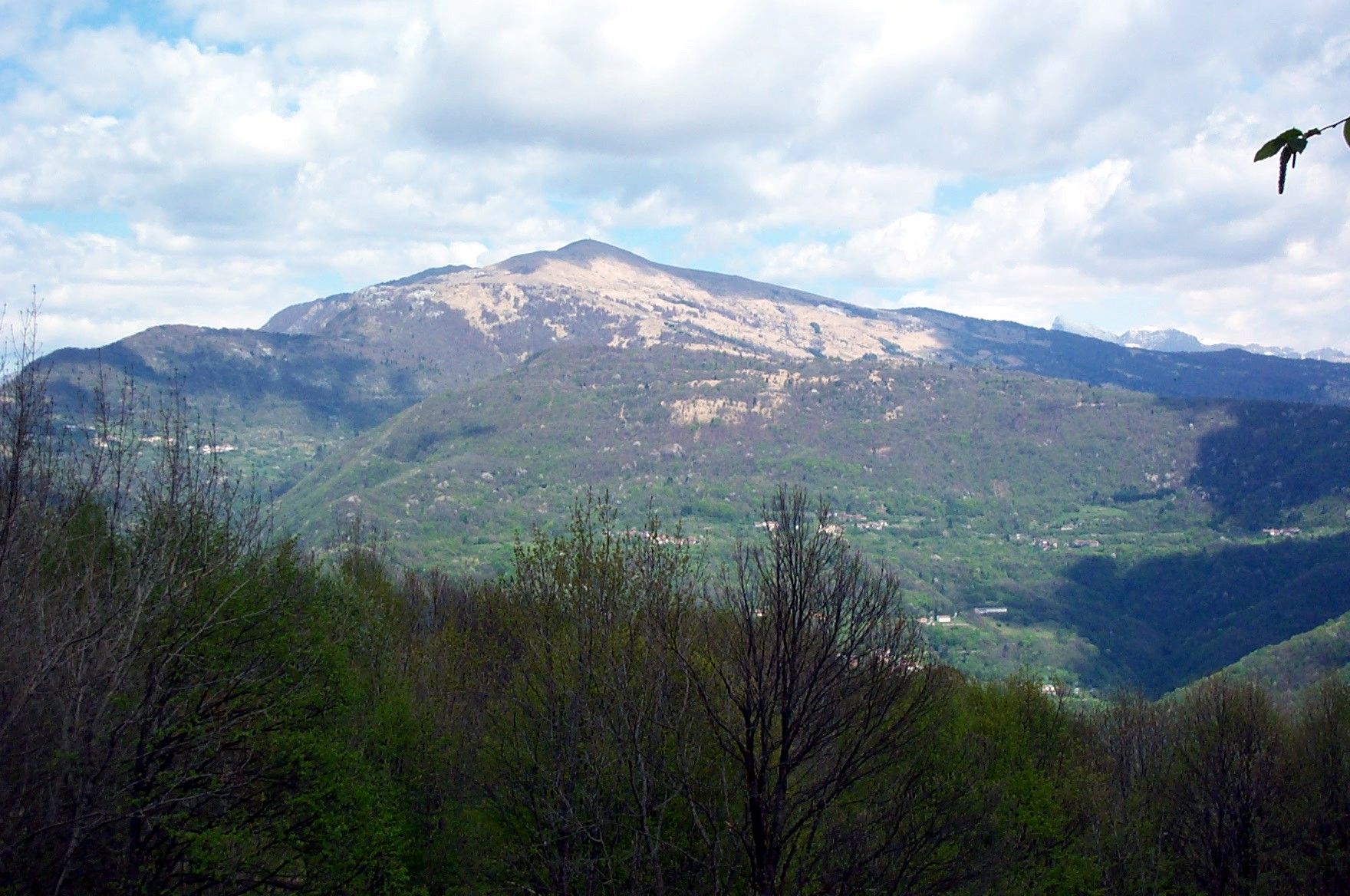

尤利安山及前山是歐洲的山脈，屬於南石灰岩山脉]的一部分，橫跨意大利和斯洛文尼亞，最高點海拔高度2,864米。